# ألكسندرا شيلتون
ألكسندرا شيلتون (بالبولندية: Aleksandra Socha)‏ هي مبارزة بالسيف بولندية، ولدت في 30 مارس 1982 في Pabianice ‏ في بولندا.

## وصلات خارجية
- ألكسندرا شيلتون على موقع الاتحاد الدولي للمبارزة (الإنجليزية)
- ألكسندرا شيلتون على موقع الاتحاد الأوروبي للمبارزة (الإنجليزية)
- ألكسندرا شيلتون على موقع اللجنة الأولمبية الدولية (الإنجليزية)
- ألكسندرا شيلتون على موقع أوليمبيديا (الإنجليزية)
- ألكسندرا شيلتون على موقع اللجنة الأولمبية البولندية (مؤرشف) (البولندية)